# Zonata
Zonata var ett svenskt power metal-band från Borås som bildades 1998. Bandet splittrades 2003.

## Medlemmar
Senaste medlemmar
- Johannes Nyberg – sång, keyboard (1998–2003)
- John Nyberg – gitarr (1998–2003)
- Mikael Hörnqvist – trummor (1998–2003)
- Mattias Asplund – basgitarr (1999–2003)
- Niclas Karlsson – gitarr (2000–2003)

Tidigare medlemmar
- Johan Elving – basgitarr (1998–1999)
- Daniel Dalhqvist – trummor (1998)
- Henrik Carlsson – gitarr (1998–2000)

## Diskografi
Demo
- 1998 – Copenhagen Tapes

Studioalbum
- 1999 – Tunes of Steel
- 2001 – Reality
- 2002 – Buried Alive

Samlingsalbum
- 2007 – Exceptions